# Lena Lutzeier
Lena Diana Jessica Lutzeier (* 6. Januar 1995 in Neu-Ulm) ist eine deutsche Tennisspielerin.

## Karriere
Lutzeier begann mit sechs Jahren das Tennisspielen. Sie spielt vor allem auf Turnieren der ITF Women’s World Tennis Tour, wo sie bislang aber noch keinen Titel gewinnen konnte.
2012 erreichte sie mit ihrer Partnerin Valentini Grammatikopoulou das Finale im Doppel des mit 10.000 US-Dollar dotierten ITF-Turniers in Engis, wo sie der Paarung Carolin Daniels und Laura Schaeder mit 4:6 und 1:6 unterlagen. 2017 erhielt Lutzeier eine Wildcard für die Qualifikation zu den Hawaii Open, ihrem ersten Turnier der WTA Challenger Series. Sie verlor dort aber bereits in der ersten Runde gegen Han Na-lae mit 0:6 und 4:6. 2019 stand Lutzeier mit ihrer Partnerin Natalia Siedliska im Finale der Tennis International Darmstadt 2019, wo sie gegen Vivian Heisen und Katharina Hobgarski mit 7:64, 2:6 und [4:10] verloren.
Ihr bislang letztes internationales Turnier spielte Lutzeier im Oktober 2021. Sie wird daher nicht mehr in der Weltrangliste geführt.

### College Tennis
Lutzeier spielte 2015/16 für die Pirates der Armstrong Atlantic State University und 2017/18 für die Eagles der Georgia Southern University. 2015 und 2016 gewann sie mit ihrer Mannschaft die nationalen College-Meisterschaften und 2017/18 schaffte sie als erste Deutsche den Sprung auf Platz eins der amerikanischen College-Rangliste.

### National
In der deutschen 2. Tennis-Bundesliga spielte Lutzeier 2019 für den TC Ludwigshafen-Oppau. Bei den Nationalen Deutschen Hallen-Tennismeisterschaften 2019 verlor Lutzeier bereits ihr Auftaktmatch gegen Alexandra Vecic mit 0:6, 6:4 und 6:7.

## Privates
Lena Lutzeier wurde in Neu-Ulm als Tochter von Karla und Thomas Lutzeier geboren und lebt in Blaustein. Sie hat Abschlüsse in „Business Economics“ und „Marketing“.